# Wyspy Estonii
Największe z 1521 estońskich wysp.
|    | Nazwa       | Powierzchnia |
| -- | ----------- | ------------ |
| 1  | Saaremaa    | 2 673 km²    |
| 2  | Hiiumaa     | 989 km²      |
| 3  | Muhu        | 204,86 km²   |
| 4  | Vormsi      | 93 km²       |
| 5  | Kassari     | 19,3 km²     |
| 6  | Naissaar    | 18,93 km²    |
| 7  | Kihnu       | 17,1 km²     |
| 8  | Väike-Pakri | 12,9 km²     |
| 9  | Ruhnu       | 11,9 km²     |
| 10 | Suur-Pakri  | 11,6 km²     |

## Alfabetycznie
A B C D E F G H I J K L M N O P Q R S Š Z Ž T U V W Õ Ä Ö Ü X Y

### A
Abruka - Adralaid - Aegna (Wulf) - Ahelaid - Aherahu - Ahessäär - Ahtra - Aksi - Allirahu - Alumine Vaika - Ankrurahu - Annilaid (Anõlaid)

### E
Eerikukivi - Eerikulaid - Elmrahu - Esirahu

### H
Hanemaa - Hanerahu - Hanikatsi laid - Hara - Harilaid - Härjakare - Härjamaa - Heinlaid - Hellamaa rahu - Hiuma (Dagö) - Hobulaid - Hõralaid - Hülgerahu

### I
Imutilaid - Innarahu

### K
Kadakalaid - Kaevatsi laid - Kahtla laid - Kajakarahu - Kakralaid - Kakrarahu - Kassari - Kasselaid - Keri (Kokskär) - Keskmine Vaika - Kesselaid - Kihnu - Kõinastu laid - Kõrgelaid - Kõverlaid - Kräsuli - Kriimi laid - Kuivarahu - Külalaid - Kullilaid - Kumari laid - Kuradisäär

### L
Laasirahu - Langekare - Leemetikare - Liia - Liisi laid - Liivakari - Linnusitamaa - Loonalaid - Luigerahu

### M
Maakrirahu - Manilaid - Mardirahu - Mohni - Mondelaid - Muhu (Moon) - Mustarahu

### N
Naissaar (Nargö) - Naistekivi maa - Ninalaid - Noogimaa - Nootamaa

### O
Orikalaid - Osmussaar (Odensholm)

### P
Paelaid - Pakulaid - Papilaid - Papirahu - Pasilaid - Pihlakare - Pihlalaid - Piirissaar - Prangli - Pühadekare - Puhtulaid

### R
Rammu - Ristlaid - Rohurahu - Rooglaid - Ruhnu (Runö) - Rukkirahu

### S
Saare ots - Sarema (Ösel) - Saarnaki laid - Salava - Sangelaid - Seasaar - Selglaid - Sillalaid - Sipelgarahu - Sitakare - Sõmeri - Sorgu - Suurlaid - Suur-Pakri (Rågö)

### T
Taguküla laid - Täkulaid - Tauksi - Tarja - Telve - Tiirloo - Tondirahu

### U
Udrikulaid - Urverahu

### V
Vahase - Väike-Pakri - Väike-Tulpe - Vaindloo - Valgerahu - Vareslaid - Varesrahu - Vesiloo - Vesitükimaa - Viirelaid - Vilsandi - Vissulaid - Vohilaid - Võilaid - Võrgukare - Vormsi